# Mirror Ball – Live & More
| 전문가 평가 | 전문가 평가 |
| 평가 점수   | 평가 점수   |
| 출처        | 점수        |
| ----------- | ----------- |
| AllMusic    | [ 4 ]       |

《Mirror Ball – Live & More》는 2011년 6월 7일에 발매된 영국의 하드 록 밴드 데프 레퍼드의 더블 라이브 음반이다. 이 밴드가 발매한 첫 번째 정규 라이브 음반은 라이브 녹음, 세 개의 새로운 스튜디오 트랙, 그리고 콘서트와 백스테이지 영상이 모두 포함된 DVD를 포함하고 있다.

## 배경
이 음반은 2011년 2월 22일에 발표되었지만, 거의 한 달 전인 2011년 1월 26일에 WNCX와의 인터뷰에서 필 콜린은 밴드가 이미 새로운 곡들을 작곡하고 녹음하기 시작했으며, 이 음반은 2011년 5월에 발매될 예정이라고 말했다. 2011년 4월 13일 발매일과 음반의 커버 아트가 발표되었으며, 음반은 오스트리아, 독일, 스위스에서 2011년 6월 3일, 나머지 유럽에서는 6월 6일, 북미에서는 6월 7일에 발매될 예정이다. 이 음반은 미국 월마트와 샘스클럽을 통해 독점 판매되고 있다.
이 음반에는 2008년과 2009년에 찍은 라이브 녹음과 함께 세 개의 새로운 스튜디오 노래가 포함되어 있다. 새 트랙에는 조 엘리엇이 작곡한 싱글 〈Undefeated〉와 필 콜린의 〈We Will Rock You〉, 릭 새비지의 〈It's All About the World〉가 포함되어 있으며 엘리엇이 "매우 퀸 타입의 보컬"이라고 설명했고, 전체 트랙 목록은 2011년 4월 7일에 발표되었다. 〈Undefeated〉는 《빌보드》 헤리티지 록 차트에서 26위를 차지했다.
발매 첫 주 동안, 이 음반은 미국에서 약 20,000장이 팔렸고, 빌보드 200에서 16위를 차지했다.
올뮤직은 《Mirror Ball – Live & More》에 별 다섯 개 중 세 개 반의 평점을 주었고, 조 엘리엇의 목소리가 "메탈릭한 스크릭에서 거친 크론으로" 바뀐 것에 주목했으며, 음반이 "대부분의 팬들이 예상하는 것보다 훨씬 더 좋았다"고 말했다.

## 곡 목록
| #   | 제목                            | 작사·작곡                                                | 오리지널 발매                              | 재생 시간 |
| --- | ------------------------------- | -------------------------------------------------------- | ------------------------------------------ | --------- |
| 1.  | 〈Rock! Rock! (Till You Drop)〉 | 스티브 클라크, 조 엘리엇, 로버트 존 "머트" 랭, 릭 새비지 | 《Pyromania》 (1983년)                     | 3:55      |
| 2.  | 〈Rocket〉                      | 클라크, 필 콜린, 엘리엇, 랭, 새비지                      | 《Hysteria》 (1987년)                      | 4:29      |
| 3.  | 〈Animal〉                      | 클라크, 콜린, 엘리엇, 랭, 새비지                         | 《Hysteria》                               | 4:02      |
| 4.  | 〈C'mon C'mon〉                 | 새비지                                                   | 《Songs from the Sparkle Lounge》 (2008년) | 4:00      |
| 5.  | 〈Make Love Like a Man〉        | 클라크, 콜린, 엘리엇, 랭                                 | 《Adrenalize》 (1992년)                    | 5:56      |
| 6.  | 〈Too Late for Love〉           | 클라크, 엘리엇, 랭, 새비지, 피트 윌리스                  | 《Pyromania》                              | 5:17      |
| 7.  | 〈Foolin'〉                     | 클라크, 엘리엇, 랭                                       | 《Pyromania》                              | 5:06      |
| 8.  | 〈Nine Lives〉                  | 콜린, 엘리엇, 팀 맥그로, 새비지                          | 《Songs from the Sparkle Lounge》          | 3:35      |
| 9.  | 〈Love Bites〉                  | 클라크, 콜린, 엘리엇, 랭, 새비지                         | 《Hysteria》                               | 7:28      |
| 10. | 〈Rock On〉                     | 데이비드 에식스                                          | 《Yeah!》 (2006년)                         | 5:10      |

| #   | 제목                           | 작사·작곡                                            | 오리지널 발매                     | 재생 시간 |
| --- | ------------------------------ | ---------------------------------------------------- | --------------------------------- | --------- |
| 1.  | 〈Two Steps Behind〉           | 엘리엇                                               | 《Retro Active》 (1993년)         | 4:29      |
| 2.  | 〈Bringin' On the Heartbreak〉 | 클라크, 엘리엇, 윌리스                               | 《High 'n' Dry》 (1981년)         | 5:08      |
| 3.  | 〈Switch 625〉                 | 클라크                                               | 《Hysteria》                      | 4:14      |
| 4.  | 〈Hysteria〉                   | 클라크, 콜린, 엘리엇, 랭, 새비지                     | 《Hysteria》                      | 6:20      |
| 5.  | 〈Armageddon It〉              | 클라크, 콜린, 엘리엇, 랭, 새비지                     | 《Hysteria》                      | 5:19      |
| 6.  | 〈Photograph〉                 | 클라크, 엘리엇, 랭, 새비지, 윌리스                   | 《Pyromania》                     | 4:35      |
| 7.  | 〈Pour Some Sugar on Me〉      | 클라크, 콜린, 엘리엇, 랭, 새비지                     | 《Hysteria》                      | 5:05      |
| 8.  | 〈Rock of Ages〉               | 콜린, 엘리엇, 팀 맥그로, 새비지                      | 《Pyromania》                     | 6:11      |
| 9.  | 〈Let's Get Rocked〉           | 콜린, 엘리엇, 랭, 새비지                             | 《Adrenalize》                    | 6:11      |
| 10. | 〈Action〉                     | 브라이언 코놀리, 스티브 프리스트, 앤디 스콧, 믹 터커 | 《Retro Active》                  | 4:01      |
| 11. | 〈Bad Actress〉                | 엘리엇                                               | 《Songs from the Sparkle Lounge》 | 3:31      |
| 12. | 〈Undefeated〉                 | 엘리엇                                               | 신곡                              | 4:40      |
| 13. | 〈Kings of the World〉         | 새비지                                               | 신곡                              | 6:12      |
| 14. | 〈It's All About Believin'〉   | 콜린, 제프리 린 밴스턴                               | 신곡                              | 4:22      |

## 인증
| 국가                               | 인증 | 판매량/출하량 |
| ---------------------------------- | ---- | ------------- |
| 미국 (RIAA)                        | 골드 | 500,000       |
| 판매량+스트리밍을 기반으로 한 인증 |      |               |